# Thai Lion Air
Thai Lion Mentari Co. Ltd, operante come Thai Lion Air (in thailandese ไทยไลอ้อนแอร์), è una compagnia aerea low-cost, sussidiaria dell'indonesiana Lion Air. Il vettore opera voli di linea nazionali e internazionali dall'aeroporto Internazionale Don Mueang di Bangkok e da altre città della Thailandia. La sua sede centrale si trova nel distretto di Don Mueang, a Bangkok.

## Storia
Thai Lion Air ha effettuato il suo primo volo da Bangkok a Chiang Mai il 4 dicembre 2013. Il 10 dicembre 2013, la compagnia aerea, insieme a Lion Air, ha stipulato un accordo con Malindo Air per servire la tratta internazionale Bangkok-Kuala Lumpur.

## Flotta
A settembre 2024 la flotta di Thai Lion Air è così composta:

### Flotta storica
Thai Lion Air operava in precedenza con i seguenti aeromobili: